# Massimo Carrera
Massimo Carrera (ur. 22 kwietnia 1964 w Sesto San Giovanni) – były włoski piłkarz występujący jako środkowy obrońca. Obecnie trener.

## Kariera piłkarska
Jest wychowankiem Pro Sesto, w którym spędził cała karierę juniorską i zadebiutował w piłce seniorskiej.
Jego piłkarska kariera nabrała rozpędu w Bari. Dobre występy w drużynie ze stolicy regionu Apulia, zaowocowały transferem do Juventusu. W drużynie ze stolicy Piemontu przez kilka lat był zawodnikiem pierwszego wyboru na pozycji prawego obrońcy. Jego dobra postawa zaowocowała powołaniem do reprezentacji Włoch. Po rozegraniu 166 spotkań i zdobyciu Mistrzostwa Włoch, Pucharu Włoch, Superpucharu Włoch, Pucharu UEFA i Ligi Mistrzów, odszedł w 1996 roku do Atalanty Bergamo, gdzie występował przez następne siedem lat.
Swoją karierę zakończył w 2008, w barwach Pro Vercelli.

## Kariera reprezentacyjna
Swój jedyny reprezentacyjny występ, piłkarz zaliczył 19 lutego 1992 w towarzyskim spotkaniu przeciwko San Marino (4-0).

## Kariera trenerska
Swoją karierę trenerską rozpoczął jako asystent Antonio Conte, najpierw w Juventusie Turyn, a potem w reprezentacji Włoch.
Od sierpnia 2016, do października 2018 był trenerem Spartaka Moskwa, z którym zdobył mistrzostwo i Superpuchar Rosji. Od grudnia 2019, przez rok był trenerem greckiego AEK Ateny. Od lutego 2021 do kwietnia 2021 roku był trenerem włoskiego Bari, którego barwy reprezentował wcześniej jako piłkarz.

## Sukcesy

### Piłkarz

#### Bari
- Serie B: 1988–89
- Puchar Mitropa: 1990

#### Juventus
- Serie A: 1994–95
- Puchar Włoch: 1994–95
- Superpuchar Włoch: 1995
- Puchar UEFA: 1992–93
- Liga Mistrzów: 1995–96

### Trener

#### Juventus
- Superpuchar Włoch: 2012

#### Spartak Moskwa
- Priemjer-Liga: 2016–17
- Superpuchar Rosji: 2017

### Indywidualne
- Trener roku ligi rosyjskiej: 2016–17